# Lidicei mészárlás

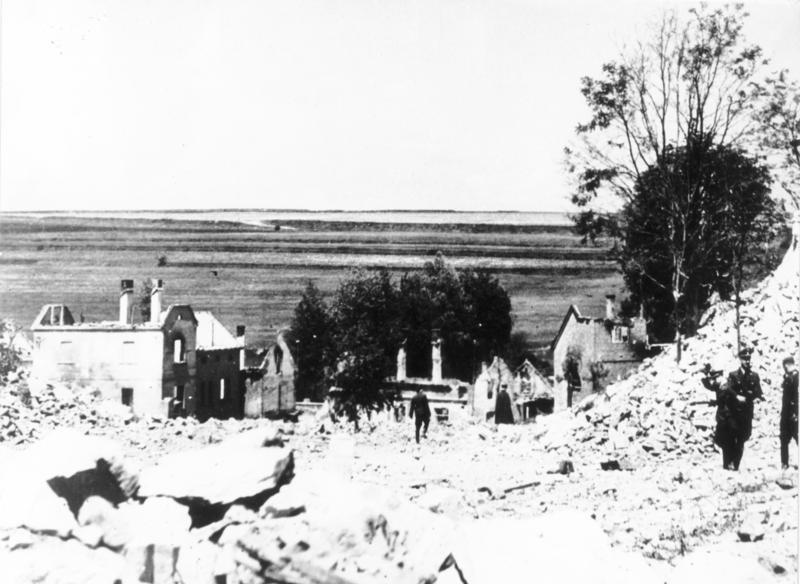
Lidice romokban (Deutsches Bundesarchiv)

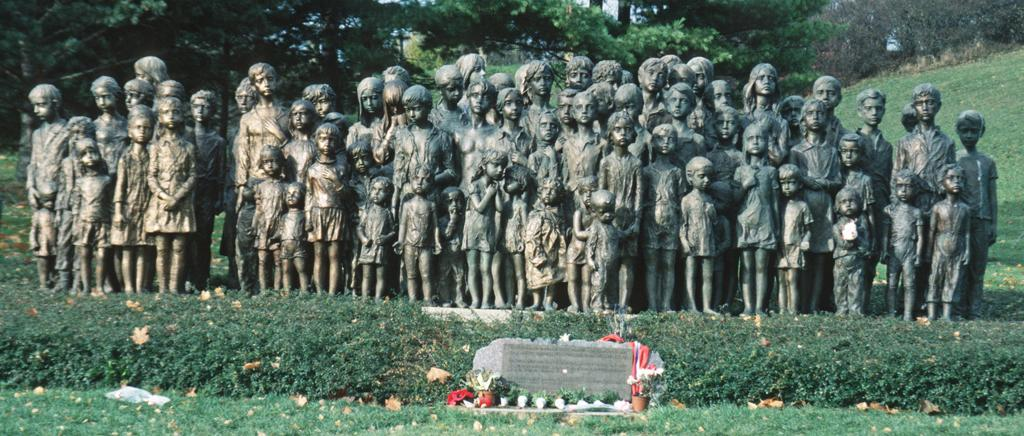
A gyermekek emlékműve Lidicében

1942. június 10-én a németek lerombolták a csehországi Lidice községet és lemészárolták a teljes férfilakosságot.

## Története
Bár 1945-ös tárgyalásán, amiért elrendelte Lidice elpusztítását, Karl-Hermann Frankot ítélték el, és ezt követően az áldozatok családtagjainak jelenlétében nyilvánosan kivégezték, az eredeti ötlet Horst Böhmétől, a Kladno ipari városában székelő cseh- és morvaországi SD-vezetőtől származott. A Prágától 16 kilométerre található helyszín az ejtőernyősök kedvelt földetérési területe volt, és mint ilyet, a Gestapo folyamatos megfigyelés alatt tartotta.
Ami a falut illeti, 500 lakosából a legtöbben a közeli Kladnóba jártak naponta dolgozni, és nem igazán érdekelte őket a politika. Bár közvetlen bizonyítékokat nem találtak, Böhme mégis meg volt róla győződve, hogy a falu érintett az ügyben.
A mészárlásra a cseh partizánok által (Jan Kubiš és Jozef Gabčík) 1942. május 28-án, Reinhard Heydrich német helytartó ellen elkövetett merénylet megtorlásaként került sor. A merénylet miatt a német rögtönítélő bíróságok 1357 cseh férfit és nőt ítéltek halálra.
1942. május 28-án a fekete egyenruhás SS- és Gestapo-ügynökök géppel írt névlistákat lobogtatva, kordonnal körülvették a falut, és megkezdték a házkutatást, majd kis idő múltán letartóztattak nyolc férfit és hét nőt a Stribny és a Horak családokból, akiket később senki nem látott viszont. A németek ezután elhajtottak, és meghagyták a falubelieket abban a hitükben, hogy az ellenség ezzel végzett velük. Azonban Böhme nem akarta ennyiben hagyni a dolgot. Június 9-én este egy osztagnyi biztonsági rendőr Max Rostock SS-Haupsturmführer vezetésével visszatért. Lidicét, ahol a merénylők egyike eltöltött egy éjszakát, június 10-én a németek földig lerombolták, a községet később teljesen felégették. Maga Adolf Hitler fogalmazta meg a megsemmisítést elrendelő parancsot: "Aki a tetteseknek bármilyen segítséget nyújt vagy a tartózkodási helyüket ismeri, s ezt nem jelenti a rendőrségnek, azt egész családjával együtt agyonlövik." A parancs részletezve így hangzott:
1. Az összes felnőtt férfit agyon kell lőni.
2. Az összes nőt koncentrációs táborba kell szállítani.
3. A gyerekeket össze kell gyűjteni, és, amennyiben elnémetesíthetők, a birodalomban SS-családoknál kell őket elhelyezni. A többit más nevelésnek kell alávetni.
4. A falut fel kell égetni, és a földdel egyenlővé kell tenni.

A nácik azt akarták, hogy még az emléke se maradjon meg a községnek, még nevét is eltávolították a telekkönyvekből. A tizenötödik életévét betöltött 199 férfi lakost a helyszínen agyonlőtték, 184 nőt a mecklenburgi Ravensbrück koncentrációs táborba, 7 nőt rendőri fogdába, 4 terhes nőt egy prágai kórházba hurcoltak. 90 gyereket a Gneisenau lágerbe vittek, 8-at adoptáltak a Lebensborn programban. Más forrás szerint 1942. június 9-én 198 férfit lőttek agyon, s 195 asszonyt és 98 gyereket hurcoltak el koncentrációs táborokba.
A háború után 17 gyermeket találtak meg, és adtak vissza rokonaiknak.

## Emlékezete
- Az illinosi Stern Park Gardens, és a Long-Island-i Bohemia lakói népszavazás útján Lidicére változtatták helységük nevét.
- Lidicét 1946-ban újjáépítették, ma cseh nemzeti emlékhely.
- Bohuslav Martinů a mészárlás emlékére írta rendkívül erőteljes zenekari művét Památník Lidicím (Lidice emlékezete) címmel, 1943 augusztusban, októberben mutatták be New Yorkban.